# Milionia reducta
Milionia reducta là một loài bướm đêm trong họ Geometridae.